# ديدان مسطحة
الديدان المسطحة أو العريضات أو الديدان الشريطية (الاسم العلمي: platyhelminthes) هي الديدان التي تكون أجسامها مسطحة من الجهتين البطنية والظهرية، وتكون ثنائية التناظر (متناظرة من الجانبين)، وهي دودة خنثية لديها الأعضاء التناسلية الأنثوية والذكرية (الذكر والأنثى في حيوان واحد)، الغشاء الخارجي الطبيعي يكون صلب (tegument)، ليس لها جوف عام أو قناة هضمية، وأجهزتها العصبية بسيطة. دورة حياتها تكون عادة معقدة وتكون ذات مضيفين أو أكثر، ومعظمها من الطفيليات الممرضة مثل البلهارسيا والمتورقة الكبدية (Fasciola hepatica) والمتوارقة (Fasciolopsis)، ومنها كائنات حرة المعيشة مثل المستورقات. وتعيش هذه الديدان في المستنقعات والبرك والأنهار أو على الأشجار الميتة، وكذلك تعيش على الصخور وفي الماء المالح أو متطفلة على مخلوقات أخرى. وتختلف أطوالها من 1 ملم إلى عدة أمتار[بحاجة لمصدر].

## تركيب الجسم
شعبة الديدان المفلطحة عديمة التجويف الجسمي، لها تناظر جانبي. يمكن تقسيم جسم هذه الديدان طولياً إلى جزأين متماثلين كل منهما صورة للآخر. وتعد خاصية التناظر الجانبي مرحلة أساسية في التكون؛ حيث تسمح لأجزاء من الجسم بتكوين أعضاء مختلفة. كما أن الحيوانات ذات التناظر الجانبي أكثر قدرة على الحركة من الحيوانات ذات التناظر الشعاعي.
وتضم شعبة الديدان المفلطحة أكثر من 20000 نوع. ويتراوح طول الديدان المفلطحة بين متر واحد إلى عدة أمتار، ولها جسم رقيق يشبه الشريط. كما تختلف الديدان المفلطحة عن اللاسعات والإسفنجيات في أن لها رأساً محدداً وأعضاء داخل أجسامها. الأولى تملك ماصّات فقط، أما الثانية فتملك خطاطيف أيضًا.
تعيش معظم الديدان المفلطحة «متطفلة» داخل حيوانات مختلفة، في حين يعيش بعضها الآخر في الماء العذب أو المالح أو المواطن البيئية الرطبة.
- خصائص الديدان المفلطحة :
1. متعددة الخلايا.
2. اجسامها مسطحة ورقيقة.
3. لها رأس مميز في مقدمة جسمها.
4. تحتوي على أنسجة.
5. تعيش إما متطفلة على دم العائل أو حرة في المياه.
6. لها تناظر جانبي.

## فسيولوجيا الديدان المفلطحة
تتميز فيسولوجيا الديدان المفلطحة بالعديد من الخصاص والمميزات نذكر منها:
- التنفس: لا يوجد للديدان المفلطحة جهاز متخصص للتنفس وجهاز دوراني لتبادل ونقل الغازات تتم هذه العمليتان بالانتشار البسيط.
- الإخراج: يوجد جهاز إخراجي بسيط عبارة عن شبكة من الخلايا اللهبيه للتّخلص من الفضلات والأيض.
- الاستجابة للمؤثرات: يوجد جهاز عصبي بسيط عبارة عن حبلين عصبيين ممتدين على طول الجسم يوجد في مقدمة كل خيط عقدة عصبية ترسل وتستقبل إشارات عصبية من الجسم وإليه.
- الحركة: تتحرك بانقباض العضلات أوالإنزلاق بالأهداب؛ وذلك بافراز مواد مخاطية تساعدها على الانزلاق.

### التكاثر
- - التكاثر الجنسي: الديدان المسطحة خنثى تتبادل كل دودتين الحيوانات المنوية لتلقح البويضات (الإخصاب داخلي).
  - التكاثر غير الجنسي : عن طريق التجدد.